# Аврам Янков
Аврам Янков е български зограф, представител на Дебърската художествена школа.

## Биография
Аврам Янков е роден в дебърското село Сушица, Западна Македония. В 1883 година рисува иконите и вътрешната украса на „Св. св. Петър и Павел“ в Бела, Видинско. От дясната страна на входната южна врата оставя надипс „Мстор Аврам Ѧнков Дебрели 1883“. Според Миша Ракоция и Милан Петрович Аврам Янков е автор на стенописите в храма „Свети Никола“ в Дойкинци, Пиротско. Янков се подписва на иконостасната икона на Богородица. Според Иванка Гергова стенописите в храма обаче са дело на Яначко Станимиров.